# Waakhausen
Waakhausen ist ein Ortsteil der Einheitsgemeinde Worpswede im Landkreis Osterholz in Niedersachsen. Er besteht aus den Siedlungen Waakhausen und Viehland. Der Ort liegt 4,5 km südwestlich vom Kernbereich von Worpswede.

## Geografie
Der Campingplatz Waakhausen besteht seit 1933; er wurde vom Deutschen Kanu-Verband (DKV) gegründet.
Nordwestlich von Waakhausen fließt die Hamme, ein rechter Nebenfluss der Weser. Zwischen Waakhausen und Osterholz-Scharmbeck liegt das Naturschutzgebiet Hamme-Altarm.

## Geschichte
Waakhausen wurde wahrscheinlich um 1218 gegründet und besiedelt mit Bauern, die vom Kloster Osterholz bemeiert wurden. Um 1350 wurden in Viehland die Höfe wegen hoher Wasserstände wieder aufgegeben, nach Zerstörungen durch eine norddeutsche Sturmflut. Für 200 bis 300 Jahre war hier keine oder nur sehr geringe Besiedlung. Gemäß der hier üblichen fränkischen Siedlungsform besaß jeder Siedler Zugang zur Hamme. 1650 hatte Waakhausen 12 Anbauernstellen mit zum Teil erhaltenen Wurten, davon sieben, die dem Kloster verpflichtet waren. Bis 1956 war der Ort ständig durch Überflutungen bedroht und im Winter fanden fast alle Transporte durch Boote statt, auch die der Schulkinder. 1899 wurde ein befahrbarer Weg gebaut, der aber auch im Winter überflutet wurde. Von 1936 bis 1940 wurde die erhöhte Landstraße von Osterholz-Scharmbeck nach Worpswede gebaut. 1956 erfolgte die Einpolderung von 850 Hektar Land und der Wasserstand wurde durch ein Schöpfwerk reguliert. Aktuell (2025) soll es noch acht landwirtschaftliche Betrieben geben (1950: 28).
Am 1. März 1974 wurde Waakhausen in die Gemeinde Worpswede eingegliedert. Viehland war bis 1929 eine selbständige Gemeinde, die bis 1881 eine Schule besaß.

## Gebäude
- Hofanlage Viehländer Straße 10 vom 19. Jh. in Fachwerk

## Vereine
- 1943 wurde die Freiwillige Feuerwehr Waakhausen gegründet.
- Für den Schießsport steht die Schießsportanlage Waakhausen zur Verfügung,[5] die Anlage war schon mehrfach Austragungsort von Bundesmeisterschaften im Jagdlichen Schießen.[6]